# Rachel Nicotte
Rachel Nicotte est un ancien pilote moto français né le 12 mars 1957 à Poinson-lès-Nogent dans la Haute-Marne et qui s'est suicidé le 14 août 2005 à Tosse dans les Landes.

## Biographie
Il fut trois fois champion de France de Supersport et double vainqueur des 24 Heures Moto en 1991 et 1995. Il avait participé au championnat du monde entre 1987 et 1990 sur une 500 Chevallier vieillissante sans grand succès, bien que marquant 3 points sur la période. Après sa retraite, il devint conseiller technique régional (CTR) à la FFM. En août 2005, miné par son mal-être, il décide de se suicider. Il était marié et avait trois filles. Il était aussi unanimement apprécié par le Continental Circus.
Rachel était surnommé « le patron » dans la catégorie qui l'a rendu maintes fois champion tant en France qu'en Europe : le Supersport. Il a remporté les 24 Heures Moto à deux reprises, il a été vice-champion d'Europe 500 cm3. Il fut également trois fois champion de France en 500 cm3 et en 600 Supersport. Un grand pilote assorti d'un authentique passionné de motos. Il a couru en endurance, en Grand Prix, en championnat d'Europe et en championnat de France.

## Faits marquants
Il franchit la ligne d'arrivée des 24 Heures Moto en 1991, sur une Yamaha FZR privée. À cette époque, aux côtés de Bruno Bonhuil et Philippe Monneret, il avait devancé les deux Kawasaki d'usine d'une minute et vingt-quatre secondes. C'était la première fois que la marque aux trois diapasons inscrivait son nom au fronton du circuit manceau.
En 1995, sur une Honda RC45 officielle, il remporte les 24 Heures Moto avec Brian Morrison et Alex Vieira, soit deux victoires en douze participations.